# Szymon Weryha Darowski
Szymon Weryha Darowski herbu Ślepowron (zm. 7 kwietnia 1785 w Krakowie) – urzędnik. 

## Życiorys
Był synem Jana. Pisarz ziemski krakowski w latach 1783–1785, pisarz grodzki krakowski w latach 1776–1783, sędzia żydowski województwa krakowskiego w 1780, podpisek grodzki krakowski w 1769, komornik graniczny biecki w 1767, komisarz Komisji Dobrego Porządku województwa sandomierskiego. Poseł na sejm 1780 z województwa krakowskiego.
Był właścicielem Niewojowic. Był żonaty z Urszulę z domu Trzebińską, z którą miał synów Sotera (1778-1816), Józefa (ur. 1780, ojciec Bolesława), Aleksandra (ur. 1784, ojciec Szymona Juliana i Mieczysława) oraz córkę Joannę (żona Feliksa Skórkowskiego).
W 1784 uzyskał legitymację szlachectwa.